# Tranh cãi Nhật-Hàn
Trong hàng chục năm đã có những tranh cãi giữa Nhật Bản và Triều Tiên (cả Bắc Triều Tiên và Hàn Quốc) về nhiều vấn đề. Triều Tiên đã từng bị cai trị bởi người Nhật.
Hàn Quốc đã từ chối không giao thương hay lập quan hệ ngoại giao với Nhật Bản cho tới 1965, sau đó mậu dịch giữa hai nước đã phát triển rất nhanh chóng. Ngày nay, Nhật Bản và Hàn Quốc là những đối tác thương mại quan trọng với nhau và nhiều sinh viên, du khách, những người trình diễn nghệ thuật và các doanh nhân đi lại thường xuyên giữa 2 nước, trong khi đó, quan hệ chính trị giữa Bắc Triều Tiên và Nhật Bản không phát triển. Nhật Bản không công nhận Bắc Triều Tiên là một quốc gia.

## Những vấn đề lịch sử

### Phụ nữ mua vui
Nhiều người ở Hàn Quốc đã yêu cầu bồi thường cho những "Phụ nữ mua vui", những người phụ nữ bị ép làm việc trong nhà thổ của quân đội Đế quốc Nhật Bản trong Chiến tranh thế giới thứ hai. Được tuyển vào các trạm quân đội bằng vũ lực, bắt cóc, cưỡng ép, và lừa dối, những người phụ nữ mua vui Hàn Quốc, hầu hết trong số họ ở độ tuổi dưới 18, đã buộc phải có mối quan hệ tình dục với 30-40 lính mỗi ngày. Khi vài người phụ nữ mua vui còn sống sót tiếp tục phấn đấu cho sự thừa nhận và một lời xin lỗi chân thành, hệ thống tòa án Nhật Bản đã bác bỏ những cáo buộc cho là vì thời gian trôi qua đã lâu và tuyên bố rằng không có bằng chứng.
Trong tháng 11 năm 1990, Hội đồng Hàn Quốc về phụ nữ bị bắt làm nô lệ tình dục quân sự cho Nhật Bản (한국 정신대 문제 대책 협의회; 韓國挺身隊問題對策協議會) được thành lập tại Hàn Quốc. Năm 1993, chính phủ Nhật Bản đã chính thức thừa nhận sự hiện diện của các nhà thổ thời chiến. Tính đến năm 2008, một khoản tiền thanh toán một lần 43 triệu won và hàng tháng 0,8 triệu ₩ được trả cho những người còn sống sót. Chính phủ Nhật Bản cũng đã dàn xếp để một tổ chức cung cấp cho tiền bạc và những lá thư chính thức xin lỗi các nạn nhân. Ngày nay, nhiều người trong số những người "Phụ nữ mua vui" còn sống sót đang trong lứa tuổi 80. Tính đến năm 2007, theo chính phủ Hàn Quốc, có 109 người sống sót ở Hàn Quốc và 218 ở Bắc Triều Tiên. Những người sống sót ở Hàn Quốc biểu tình trước đại sứ quán Nhật Bản tại Seoul, Hàn Quốc hàng tuần mỗi thứ tư. Cuộc biểu tình được tổ chức lần thứ 1000 vào tháng 12 năm 2011.
Trong tháng 12 năm 2000, Tòa án tội phạm chiến tranh quốc tế về chế độ nô lệ tình dục quân sự Nhật Bản của các phụ nữ xử ở Tokyo, Nhật Bản. Trong suốt quá trình tố tụng, các thẩm phán của Tòa án đã nghe hàng giờ lời khai của 75 người sống sót, cũng như các bản khai tuyên thệ đã được xem xét và các video phỏng vấn vô số những người khác. Phán quyết của Tòa án cho là Hoàng đế Hirohito và các quan chức khác của Nhật Bản có Tội ác chống lại loài người và ra quyết định Nhật Bản phải chịu trách nhiệm và nên bồi thường cho các nạn nhân.
Vào tháng 7 năm 2007, Hạ viện Mỹ đã thông qua một nghị quyết không ràng buộc rằng Nhật Bản phải xin lỗi vì buộc phụ nữ làm nô lệ tình dục trong Chiến tranh thế giới thứ hai. Nghị quyết được tài trợ bởi Mike Honda (D-CA), một người Mỹ gốc Nhật thuộc thế hệ thứ ba. Vào ngày 13 tháng 12 năm 2007, Nghị viện châu Âu đã thông qua một nghị quyết đòi hỏi chính phủ Nhật Bản phải xin lỗi các nạn nhân sống sót của hệ thống nô lệ tình dục của quân đội Nhật Bản. Nghị quyết này đã được thông qua với 54 phiếu thuận trong số 57 thành viên quốc hội có mặt. Nó trở thành quốc gia thứ tư đòi hỏi một lời xin lỗi chính thức từ phía Nhật Bản đến Hàn Quốc.
Ngày 28 tháng 12 năm 2015, Thủ tướng Shinzo Abe và Tổng thống Hàn Quốc Park Geun-hye đạt thỏa thuận đột phá về việc giải quyết vấn đề "phụ nữ mua vui" thời chiến tranh đã ám ảnh quan hệ hai nước từ nhiều năm qua. Nhật Bản đã đồng ý trả 1 tỷ Yen (8.3 triệu USD) cho một quỹ hỗ trợ nạn nhân còn sống sót, trong khi Hàn Quốc đồng ý sẽ ngừng chỉ trích Nhật về vấn đề này ở các diễn đàn quốc tế và sẽ di dời bức tượng biểu tượng cho các nô lệ tình dục thời chiến, đặt trước cửa Đại sứ quán Nhật ở Seoul. Tuyên bố đưa ra sau khi Ngoại trưởng Nhật Bản Fumio Kishida đã gặp người đồng nhiệm của ông là Yun Byung-se ở Seoul, và sau đó Thủ tướng Shinzo Abe đã gọi điện thoại cho Tổng thống Park Geun-hye để lặp lại một lời xin lỗi đã được hứa bởi Kishida. Chính phủ Hàn Quốc sẽ quản lý quỹ cho phụ nữ giải khuây và đây sẽ là thỏa thuận "cuối cùng và không thể đảo ngược" nếu Nhật thực hiện các cam kết.

### Cưỡng bức lao động thời chiến
Trong thời kỳ Nhật Bản chiếm đóng bán đảo Triều Tiên, đã có khoảng 8,4 triệu lao động bị cưỡng bức làm việc cho các công ty Nhật Bản. Tranh cãi quanh vấn đề đền bù cho các nạn nhân đã kéo dài nhiều thập kỷ nay.
Năm 2018, tòa án ở Hàn Quốc buộc các công ty Nhật bồi thường cho các nạn nhân lao động cưỡng bức trong thời gian Nhật Bản chiếm đóng bán đảo Triều Tiên. Trong khi đó, các luật sư Hàn Quốc cũng đã yêu cầu chính quyền nước này tịch thu tài sản của một số công ty Nhật ở Hàn Quốc để thực thi yêu cầu bồi thường của tòa.
Tuy nhiên, phía Nhật Bản đã lập luận rằng trong thỏa thuận bình thường hoá quan hệ giữa hai nước được ký vào năm 1965, Nhật Bản đã bồi hoàn 800 triệu USD cho Hàn Quốc dưới hình thức viện trợ kinh tế và các khoản vay.và các vấn đề đã được giải quyết xong.
Từ đầu năm 2019, Nhật đã đề nghị phía Hàn Quốc giải quyết vấn đề thông qua trao đổi song phương, và sau đó là đề xuất hội đồng trọng tài với sự tham gia của một nước thứ 3 nhưng đều không thành công.
Mâu thuẫn này đã dẫn đến cuộc đối đầu thương mại, khi Nhật Bản hạn chế xuất khẩu 3 vật liệu công nghệ cao quan trọng sang Hàn để trả đũa, dân chúng Hàn tẩy chay hàng hóa Nhật.
Giữa căng thẳng Hàn-Nhật, CHDCND Triều Tiên đã có ý kiến thể hiện thái độ bênh vực phía Hàn Quốc.

### Tranh chấp biển đảo
Tranh chấp đảo Liancourt giữa Nhật Bản và Hàn Quốc, đây là một nhóm đảo nhỏ ở biển Nhật Bản, được gọi là "Takeshima" (Trúc đảo) ở Nhật Bản hoặc "Dokdo" (Độc đảo) ở Hàn Quốc. Triều Tiên cũng tuyên bố chủ quyền đối với các hòn đảo này.
Ngày 21/01/2022, Văn phòng Tổng thống Hàn Quốc của chính phủ Moon Jae-in đã gửi hộp quà chúc mừng Tết Nguyên đán đế Đại sứ quán Nhật Bản và các Đại sứ quán khác ở Seoul, đây là truyền thống của chính phủ Hàn Quốc từ trước đến nay. Tuy nhiên, phía Nhật Bản cho biết hộp bên ngoài của món quà này có hình minh họa giống với nhóm đảo Dokdo (theo cách gọi của Hàn Quốc)/Takeshima (theo cách gọi của Nhật Bản) ở biển Nhật Bản. Ngoài trả lại hộp quà, Đại sứ quán Nhật Bản còn gửi tuyên bố phản đối tới Hàn Quốc. 